# Schloß Holte-Stukenbrock
Schloß Holte-Stukenbrock är en stad i Kreis Gütersloh i Regierungsbezirk Detmold i förbundslandet Nordrhein-Westfalen i Tyskland.